# Rjúkandi
Der Rjúkandi ist ein Wasserfall im Osten von Island.
Wenn man von Egilsstaðir Richtung Mývatn auf der Ringstraße fährt, erreicht man diesen Wasserfall nach etwa 50 km. Die Straße verläuft hier etwa in der Mitte zwischen dem Fall und der Mündung des Baches Ysta-Rjúkandi (isl. äußerster  Dampfender) in die Jökulsá á Brú. Die Entfernung beträgt jeweils etwa 500 m. Westlich fließen noch die kleineren Bäche Mið- und die Fremstra-Rjúkandi (mittlerer und vorderster..). Der Wasserfall hat eine Höhe von 93 m bei einer Breite von 11 m. 